# Mujir al-Din Abaq
Mujīr al-Dīn ʿAbd al-Dawla Abū Saʿīd Ābaq (o  Uvaq) ibn Jamāl al-Dīn Muḥammad, in arabo ﻣﺠﻴﺮ ﺍﻟﺪﻳﻦ آﺑﻖ‎? (... – 1169), è stato l'atabeg buride di Damasco dal 1140 al 1154. Era il primogenito di Jamal al-Din Muhammad.

## Biografia
Dopo la morte di suo padre Jamal al-Din Muhammad nel 1140, Mujīr al-Din succedette a lui nella veste di governatore in quello stesso anno.
Dal momento che non era ancora pubere, Mu'in al-Din Unur fu nominato visir e suo Reggente. 
Zengi attaccò Damasco nella speranza di avvantaggiarsi della morte di Jamāl al-Din, ma Muʿīn al-Dīn organizzò sapientemente la difesa della città. Quando egli morì nel luglio del 1149, Mujir al-Din prese il suo posto come legittimo erede di Damasco.
Fu però un governante debole e Damasco cadde sotto l'influenza di Norandino, figlio di Zangi, emiro di Aleppo e Mawṣil, che impose il suo potere sulla città nella fase immediatamente successiva alla Seconda Crociata.
Nel 1151 Mujīr al-Dīn sì alleò coi Crociati per colpire la cittadina di Bosra, facendo infuriare Norandino ma in quello stesso anno, Mujīr al-Dīn si recò ad Aleppo e giurò lealtà a Norandino. 
Nel 1152 Mujīr al-Dīn assediò tuttavia ancora una volta Bosra, fin quando il governatore di quella cittadina si piegò alle richieste dell'assediante che tornò a Damasco. 
Nel 1153, l'Emiro si unì a Norandino per conquistare il castello crociato di Baniyas ma nel 1154 i due tornarono a contrapporsi.
Norandino infine occupò Damasco, che non poteva più contare sulle capacità di Mujīr al-Dīn, morto nel 1149, approfittando della dabbenaggine del nuovo Emiro buride. Esiliò di fatto Mujīr al-Dīn a Homs, assumendo il 25 aprile del 1154 il controllo assoluto di Damasco e di tutta la Siria.
Mujīr al-Dīn più tardi lasciò Homs e si rifugiò a Baghdad.
Il laqab di Mujīr al-Dīn significa "protettore della religione".